# Breloom
Breloom (japanski: キノガッサ Kinogassa) jedan je od 1025 fiktivnih vrsta Pokémona iz medijske franšize Pokémon, skupa Pokémon videoigara, animiranih serija, manga stripova, knjiga, igraćih karata i drugih medija kojima je tvorac Satoshi Tajiri. Svrha je Brelooma u videoigrama, animiranoj seriji i manga stripovima, kao i svrha ostalih Pokémona, borba s divljim Pokémonima – neukroćenim stvorenjima koje igrači i likovi pronalaze dok kreću na razne avanture – i pripitomljenim Pokémonima drugih Pokémon trenera.
Brellomovo ime kombinacija je engleskih riječi "umbrella" = kišobran, i "mushroom" = gljiva. Njegovo japansko ime, Kinogassa, kombinacija je japanskih riječi "kinoko" = gljiva, i "kasa" = kišobran.

## Biološke karakteristike
Breloom je dvonožac, srednje veličine te prilično humanoidno biće sa zdepastim rukama koje se sastoje od dva crvena nokta, zelenom kapom na glavi koja nalikuje na pečurku oblikovanu poput kišobrana (zbog toga je engleska riječ za kišobran prisutna u njegovu imenu), i velikim, dugačkim repom s četiri kuglaste sjemenke na njegovom vrhu.
Breloom je dnevni Pokémon biljojed, živi u poljima ili šumama, područjima koji imaju biljke kojima se Breloom može hraniti. Njegova najdraža klimatološka obilježja jesu toplina uzrokovana suncem i poveća količina vlage u tlu te je tada Breloom najaktivniji. Nije česta meta grabežljivaca zbog njegove anatomije tijela, koje sadrži spore, te zbog njegovih borbenih sposobnosti.
Breloomovo tijelo posebno je oblikovano za borbe koje nalikuju boksu. U početku, čini se da ima nerazvijene ruke, no zapravo, one se po potrebi mogu produžiti kako bi Breloom mogao napasti protivnike nakon što im se približi okretnim, žustrim radom nogu. Breloomove rastezljive ruke (poput Hitmonleejevih nogu) sposobne su lansirati nevjerojatno brze, gotovo nevidljive udarce (poput Hitmonchana),  posramljujući profesionalne ljudske boksače. Njegova građa tijela i ponašanje mogu se usporediti s klokanima.
Još jedna Breloomova značajka jest mnoštvo spora koje krase njegovo tijelo. Spore se nalaze u Breloomovoj kapi nalik pečurci, te ih raspršuje iz crvenih rupa na kapi da bi oslabio i otrovao protivnike. Sjemenke na njegovu repu također sadrže otrovne spore te ponekad otpadnu s repa, ali ubrzo ih zamijene nove. Ove sjemenke otpuštaju spore kada Breloom udari protivnika svojim repom, što protivnika čini posebno osjetljivim na trovanje. Sjemenke su grozne ako ih se konzumira; samo jedan mali zalogaj ove sjemenke uzrokovat će razne probleme sa želucem i probavom.

## U videoigrama
Brelooma se ne može pronaći u divljini. Može ga se razviti iz Shroomisha na 23. razini, kojeg se može pronaći u Petalburg Šumi u Pokémon Ruby, Sapphire i Emerald videoigrama.
Brelooma se, kao Pokémona koji može koristiti Spore (Spore), može usporediti s Parasectom. Breloomove statistike su poput Parasectovih, ali s nižim Special Defense statusom, višim Speed statusom i nevjerojatno visokim Attack statusom. Ove statistike čine Brelooma mnogo boljim izborom u borbi od Parasecta, zahvaljujući njegovu znanju Travnatih i Borbenih napada (obje vrste napada dobivaju STAB bonus zbog Breloomova dvostrukog Travnatog/Borbenog tipa) kao i napadu Muljevite bombe (Sludge Bomb), čineći ga veoma učinkovitim borcem kao i izvrsnim kandidatom za tehniku prenošenja povećanih statusa Štafete (Batton Pass) od Pokémona kao što je Ninjask. Njegovi Borbeni napadi enormno su učinkoviti protiv zloglasno otpornog Blisseyja.
Drugi napadi koje Breloom može naučiti, a da su veoma korisni, jesu: Ples mačeva (Swords Dance) koji Breloom može naučiti uz pomoć instruktora napada u FireRed i LeafGreen verzijama, koji dodatno povećava njegov odličan Attack status; Nadomjestak (Substitute) kojega može poučiti isti instruktor, jer je ta tehnika odlična uz kombinaciju Fokusiranog udarca (Focus Punch), uz uvjet da Breloom nije naučio tehniku Spora kao Skroomish.
Brelooma se najčešće koristi s napadima Fokusiranog udarca i Spora. Fokusirani udarac veoma je snažan Borbeni napad koji će biti uspješan jedino ako protivnik prethodno ne napadne Pokémona koji koristi Fokusirani udarac. Spore uspavljuju protivnika sa savršenom preciznošću, što osigurava da Fokusirani udarac neće biti ometen. Kako bi se dobilo ta dva napada, igrač mora Skroomisha zadržati u njegovom obliku do 54. razine kada će naučiti Spore. Tada Skroomisha treba razviti i naučiti ga Fokusirani udarac uz pomoć Tehničkog uređaja 01 (TM 01).

## U animiranoj seriji
U epizodi 358, Tim Raketa naljute grupu divljih Shroomisha kada im ukradu njihovu hranu. Skroomishi evoluiraju u Breloome, te Pokémoni nastave proganjati trio. Ash i njegovo društvo se umiješaju, te se cijela grupa razdvoji nakon što Breloomi izvedu grupni Brzi udarac (Mach Punch). Mayin Torchic razvije se u Combuskena te se bori protiv Brelooma koji je vođa grupe. Nakon što bivaju izjednačeni, dva Pokémona na kraju proglase primirje i mir biva uspostavljen.
Breloom je imao jednu manju ulogu u Pokémon filmu "Jirachi: Wishmaker" kao jedan od Pokémona koji bježi od lažnog Groudona.